# Intenzioni (Oscar Wilde)
Intenzioni (titolo originale Intentions) è un saggio di Oscar Wilde del 1891.

## Storia
L'opera fu prima pubblicata con il titolo di "The Decay of Lying", completato per la prima stesura nel dicembre 1888 e pubblicato nel gennaio 1889 su Nineteenth Century. Invece l'altra parte dell'opera, The Critic as Artist fu inizialmente pubblicato sulla stessa rivista a luglio e settembre del 1890, l'opera finale raccolse queste due e fu pubblicata nel 1891 sotto il nome di Intentions., con l'aggiunta di altri due saggi: "Pen, Pencil, and Poison", monografia su Thomas Griffiths Wainewright, delicato ed elegante artista nonché avvelenatore professionista, e "The Truth of Masks".

## Critica
Nell'opera si osserva dell'importanza dell'immaginazione a discapito della ragione, la prima riusciva ad aver la meglio sulla seconda nell'operato degli esseri umani,
Nella lettura dell'opera si osserva di come l'autore riesca ad esprimere il rifiuto della sincerità, a dare ampio sfoggio alla potenzialità delle espressioni dei paradossi, esternando tutto ciò che pensava.
In The Critic as Artist dava invece una risposta definitiva a Whistler dove cercò di superare le sue teorie, parlava del lavoro del critico letterario, definendo il suo modo di osservare tale lavoro: essi dovevano avere bene in mente tutta la letteratura per dare giudizi su un singolo libro, dovevano quando scrivevano mettere la propria anima nelle parole.  Qui afferma che la critica è la parte più alta della creazione, e che il critico non deve essere equo, razionale e sincero, ma deve avere un temperamento squisitamente predisposto alla bellezza. Per Wilde l'attività di critico era visto come un qualcosa di spirituale, dove si dimostrava che l'anima esisteva.
Frank Harris paragonò parte del lavoro di Wilde a quello di Platone, vedeva infatti in tale opera qualcosa di filosofico.

## Le accuse di plagio
Per "The Decay of Lying" ci fu un'ulteriore disputa con James Abbott McNeill Whistler che l'accusò di plagio, secondo il pittore Wilde avrebbe copiato nella sua opera molte delle frasi che era solito pronunciare, tale accusa non fu mai dimostrata (anche se Wilde ammirava la bravura del suo amico e cercava di farla sua migliorandola). Le accuse terminarono alla pubblicazione della seconda opera.

## Opere correlate
Un altro saggio, L'anima dell'uomo sotto il socialismo, completava il pensiero temporale di Wilde, mentre in Intenzioni l'autore irlandese parlava di passato e presente nell'altra opera parlava del futuro. L'autore cercava come scrisse sotto forma di parabola in intenzioni che un'opera d'arte ucciedesse quella precedente, ciò gli permise di comprendere come ad esempio Il De profundis fosse l'opposto di tale opera. Importante anche il saggio di Hugo von Hofmannsthal, uno tra i più importanti scrittori del fine secolo austroungarico, intitolato 'Sebastian Melmoth' (1905). Questo titolo si riferisce all'ultimo nome che lo scrittore irlandese scelse dopo aver scontato la prigione nel carcere di Reading per accusa di 'indecenza' riferita alla sua omosessualità.